# Rey solitario
Un rey solitario es una situación en el ajedrez en la que un jugador está solo con el rey en el tablero, mientras que las otras piezas fueron capturadas. 
En algunas versiones más antiguas como por ejemplo en shatranj, dejar al rey solitario era uno de los métodos de victoria. La excepción a esta regla era cuando un oponente que estaba con el rey solitario captura la última pieza enemiga en la siguiente jugada, dejando al oponente con el rey solo también. Esta condición, conocida como «victoria medineses» se considera a veces tablas. En otras variantes regionales como en el Tíbet, esta condición era considerada tablas.
En las reglas del ajedrez moderno un jugador con rey solitario no pierde automáticamente, pero tampoco puede dar jaque y mucho menos jaque mate, limitándose por lo tanto a buscar una situación de tablas. Al igual que en cualquier otra posición del ajedrez, en una situación de rey solitario las reglas habituales de tablas siguen en vigor, pudiéndose lograr, por ejemplo, por ahogamiento. Si ambos jugadores están con el rey solitario, el resultado también es tablas por insuficiencia de material.